# Dolmen de la Granja

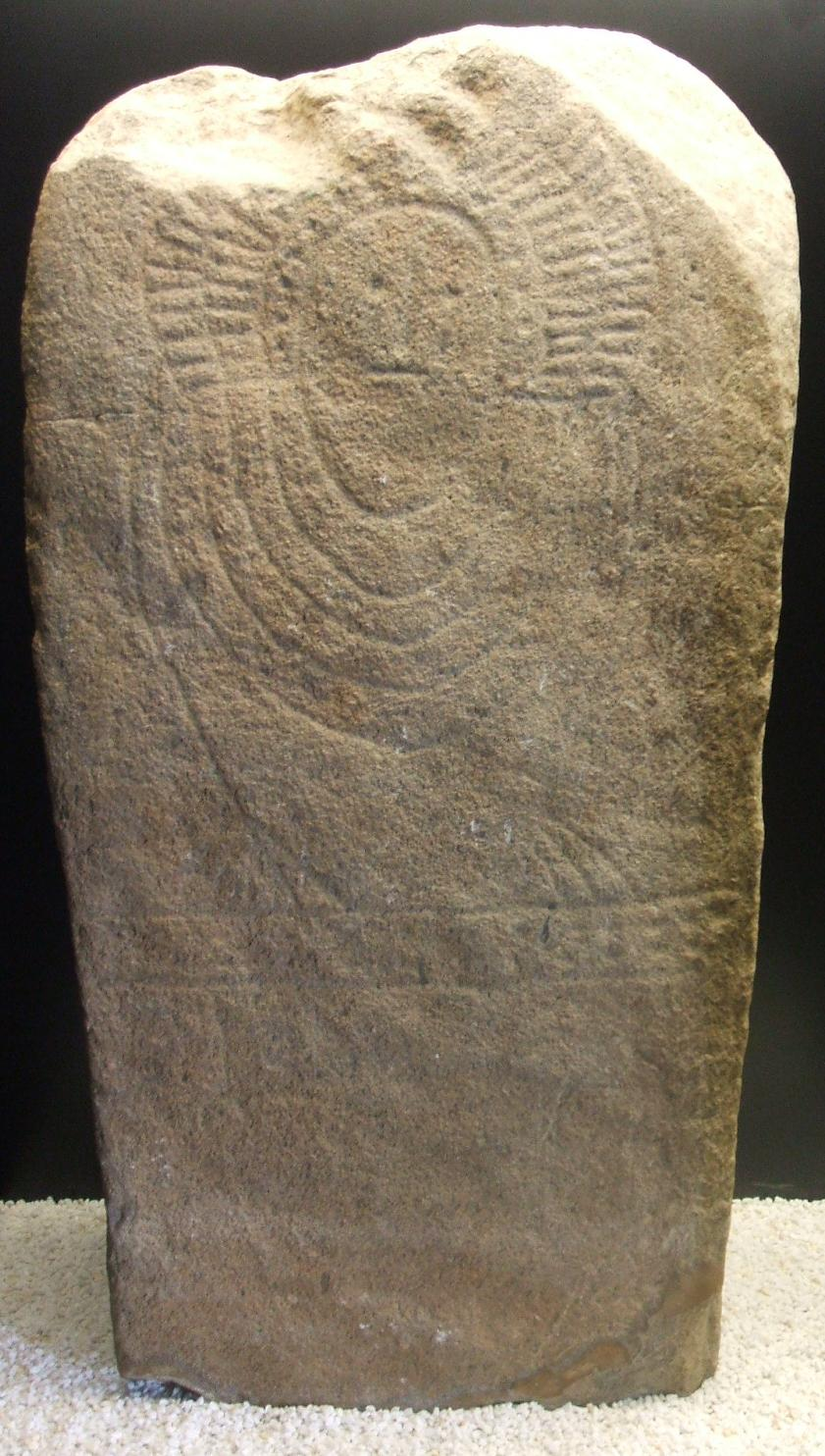
Stele vom Dolmen de la Granja

Der kupferzeitliche Dolmen de la Granja von Toriñuelo (auch Dólmen de Toriñuelo genannt) steht auf der gleichnamigen Finca (Bauernhof), etwa 5 km nordöstlich von Jerez de los Caballeros, nördlich von Valuengo im Süden der spanischen Provinz Badajoz in der Autonomen Gemeinschaft Extremadura. Im Jahr 1926 wurde der Dolmen zum Nationaldenkmal erklärt.

## Beschreibung
Die ca. 48 m im Durchmesser große Megalithanlage gehört zu einer Gruppe runder Dolmen (wie Carmonita, Castillo,  Cerro de la Barca und Azután – letzterer im Westen der Provinz Toledo) im Westen Spaniens. Die etwa 3,50 m im Durchmesser große und von ursprünglich 13 (heute nur noch 12) Orthostaten gebildete Hauptkammer ist bei ihrer Rekonstruktion mit einer falschen Kuppel („Tholos“) bedeckt worden und hat einen sich nach innen verengenden langen Gang, der zwischen zwei hohen Steinen in die Kammer mündet. Das Material der Orthostaten variiert. 

Dolmen de la Granja
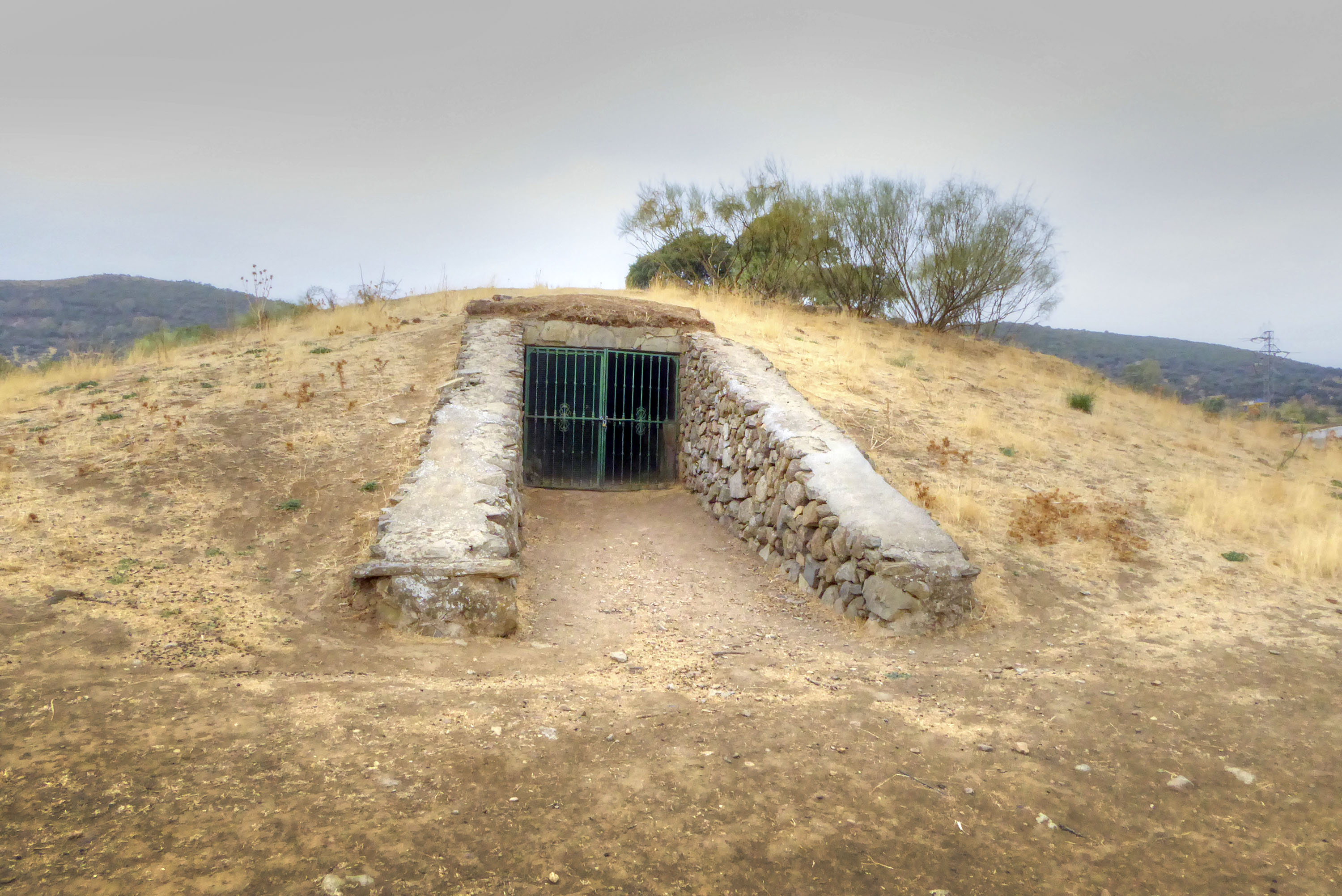
Zugang
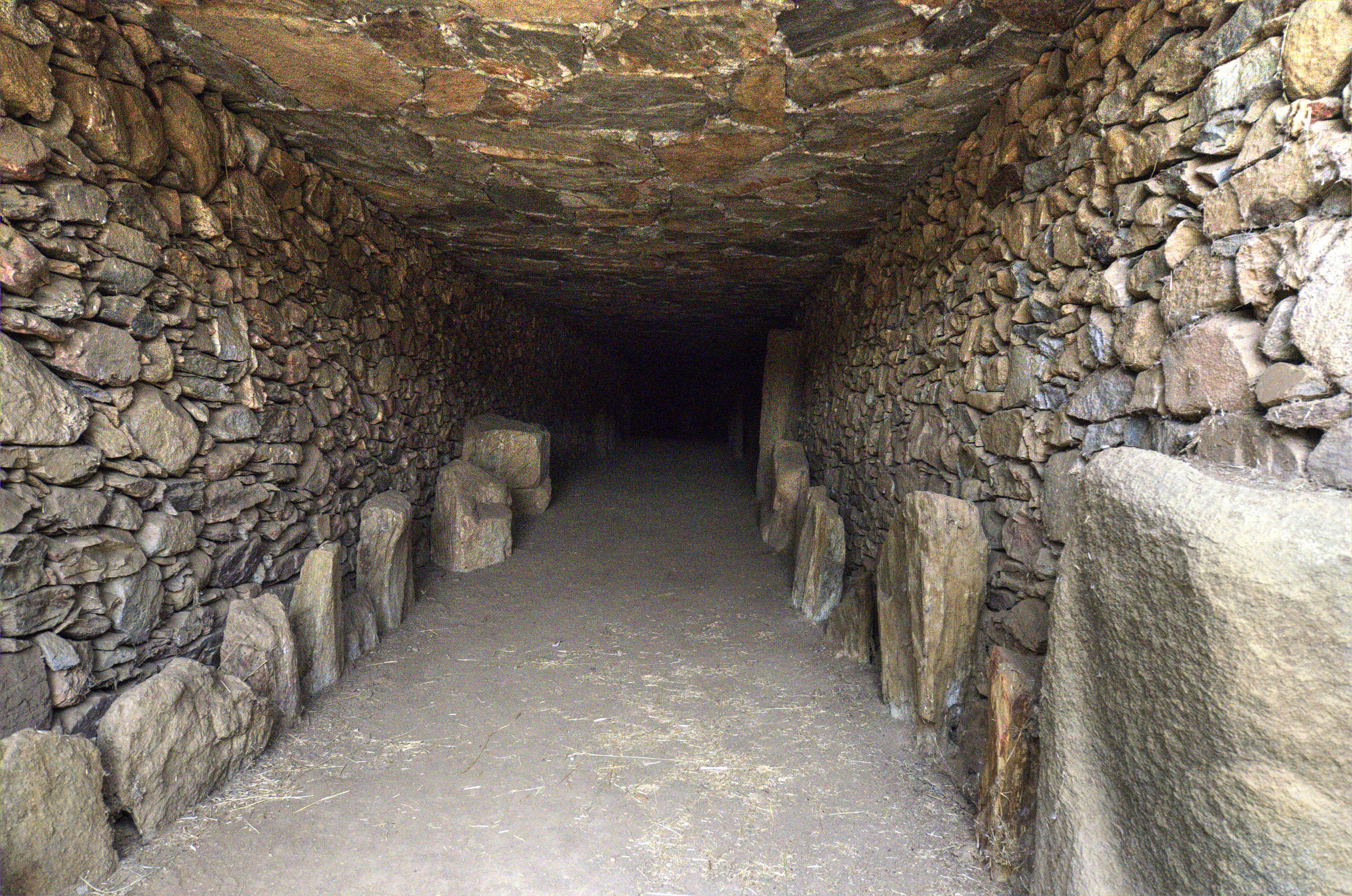
Gang
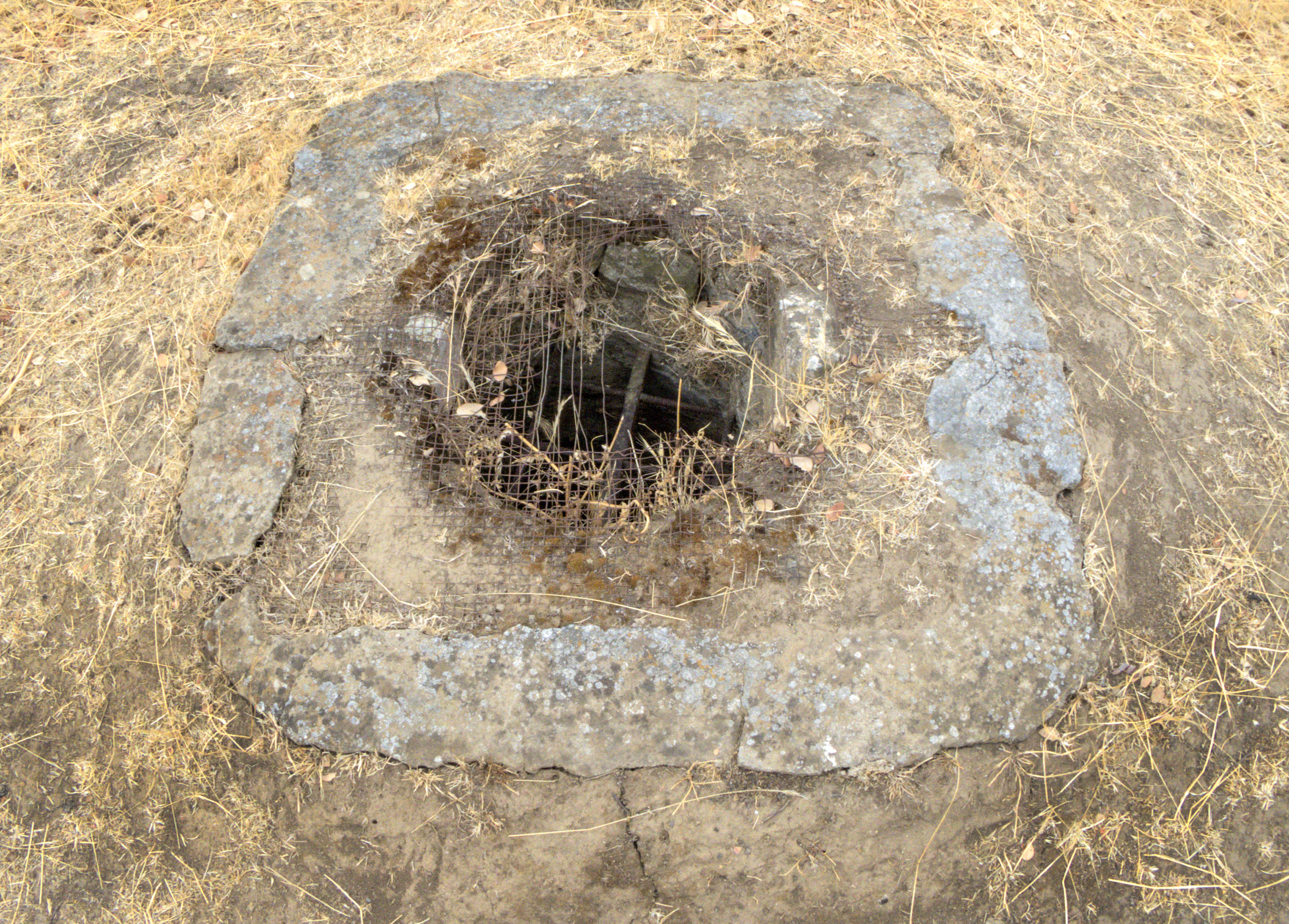
Falsche Kuppel

Der Dolmen zeigt Dekorationen (gemalt oder graviert) auf allen Orthostaten der Kammer. Neben anthropomorphen und gefiederten Motiven, Schälchen, Schlangen, Sonnen und Waffen kommen Zickzack-Muster vor. Bei der Dekoration wurde rote und schwarze Farbe verwendet; diese ist aus keinem anderen Dolmen der Extremadura bekannt. 

## Stele
Eine Stele (Estela de la Granja del Toriñuelo), die bereits im Jahr 1914 von José Ramón Mélida (1856–1933) entdeckt wurde, zeigt deutliche Ähnlichkeiten zu einem Statuenmenhir und wäre demzufolge etwa 1000 bis 1500 Jahre später zu datieren als der Dolmen selbst. Sie steht heute im Museo Arqueológico Nacional de España in Madrid.

## Sonstiges
Eine schriftliche Dokumentation von Martín Almagro aus dem Jahr 1963 erwähnt den in der Nähe stehenden Dolmen de Pisarrilla, der aber zerstört wurde.